# Jaroslav Vencálek
Jaroslav Vencálek (* 6. června 1949 Ostrava) je český geograf a vysokoškolský učitel.

## Život
Narodil se v červnu 1949 v Ostravě, konkrétně ve Vítkovicích. V Ostravě absolvoval studium základní a střední školy. Na Pedagogické fakultě v Ostravě (PdF OU) pak absolvoval studium učitelství matematiky a zeměpisu. V roce 1974 začal působit na Katedře geografie PdF OU, v roce 1985 se stal doktorem pedagogiky a tou dobou se stal i kandidátem věd v oboru ekonomická geografie. V roce 1991 se habilitoval a v roce 2002 se stal profesorem na Univerzitě Mateja Bela v Banskej Bystrici v oboru teorie politiky. Již od 70. let byl členem Československé geografické společnosti, poté se stal členem nástupnické České geografické společnosti.
V rámci své odborné činnosti se do 90. let zabýval zejména demografií a geografií obyvatelstva. Postupně se však přeorientoval na téma regionální geografie, ale také na témata globalistiky a filozofie vědy. Stal se mj. autorem série publikací zabývajících se českými a slovenskými regiony, ale v roce 2014 vydal také politologickou publikaci s titulem Teória fraktálnej demokracie. V roce 2011 Vencálek vzhledem ke svému širokému záběru do dalších vědních oborů (filozofie, politologie) odešel z Katedry sociální a kulturní geografie Přírodovědecké fakulty Ostravské univerzity pracovat na Institut politologie Filozofické fakulty Prešovské univerzity v Prešově.